# Angelo Sullam
Angelo Sullam (Venezia, 15 maggio 1881 – Venezia, 9 ottobre 1971) è stato un giurista e attivista italiano, esponente del movimento sionista.

## Biografia
Era l'ultimo dei quattro figli (tra cui Guido Costante, ingegnere e architetto) di Benedetto e Giovannina Levi. La famiglia, ebraica osservante, possedeva immobili a Venezia e tenute sul delta del Po, dove si dedicava, in particolare, alla coltivazione del riso.
Sotto la supervisione di Enrico Catellani, si laureò in legge all'università di Padova nel 1902, con una tesi dal titolo Il sionismo specialmente considerato nei suoi rapporti col diritto internazionale. 
Già all'inizio dello stesso anno Sullam divenne amico di Felice Ravenna, presidente della Federazione sionistica italiana (FSI) e membro del Gran Comitato d'azione dell'Organizzazione sionistica mondiale, che lo aveva introdotto negli ambienti sionisti italiani. Tra l'altro, divenne contributore dell'Idea Sionista, rivista fondata l'anno precedente da Ravenna stesso, Carlo Conigliani, Amedeo Donati e Benvenuto Donati.
Negli articoli da lui pubblicati nel 1902, come nella tesi di laurea, emergono già i temi a lui più cari: l'antisemitismo, l'oppressione degli ebrei nell'Europa dell'est, l'emancipazione degli ebrei perseguitati attraverso il sionismo.
Nel 1903, su incarico di Ravenna, fondò il Gruppo sionistico veneto per la propaganda del movimento a Venezia, affiancato da Alessandro Levi e Alberto Musatti. Nello stesso anno fece parte della delegazione italiana al VI Congresso sionistico mondiale, tenuto a Basilea, dove si distinse come sostenitore degli ideali di Theodor Herzl in contrapposizione alle linee di pensiero più estreme. Si disse favorevole ai negoziati con l'Impero ottomano per la colonizzazione della Palestina come soluzione per il riscatto degli ebrei, sottolineando inoltre l'importanza di una "propaganda per una coscienza ebraica" tra gli ebrei rimasti in Europa.
Negli anni 1900 fu coinvolto nella crisi del sionismo italiano che vide la chiusura dell'Idea Sionista (1907) e la fine delle attività pubbliche della FSI (1911). Nonostante tutto, il dibattito interno, specie tra Ravenna e Sullam, proseguì ininterrottamente sino allo scoppio della Grande Guerra, quando si aprirono nuovi scenari inaspettati.
Nel 1912 sposò Henriette Artom (sorella di Camillo ed Eugenio Artom), dalla quale ebbe i figli Costanza, Vittorio, Renzo e Giovannina.
Lo scoppio della guerra di Libia fu l'occasione per aprire un nuovo dibattito sul sionismo, convinto che la politica coloniale potesse aprire prospettive economiche per ebrei e italiani insieme. Prima a Torino nel 1912, poi a Roma nel 1914, intervenne in due convegni giovanili ebraici, denunciando gli atteggiamenti ostili degli italiani verso gli ebrei libici, nonostante questi rappresentassero la parte della popolazione più favorevole al colonialismo. L'Italia, a suo dire, doveva prendere atto del fatto che in tutto il bacino del Mediterraneo esistevano numerosissime comunità ebraiche di lingua italiana e sfavorirle voleva dire andare contro i suoi stessi interessi.
Nel 1915 fu chiamato alle armi come ufficiale dell'arma del genio.
A cavallo tra il 1917 e il 1918, con la fine del dominio turco in Palestina, riprese con maggior vigore la sua propaganda sionista e suscitò l'interesse anche di alcuni esponenti del governo quando sostenne la possibilità di una convergenza di interessi ebraici e italiani in Oriente.
Nel corso del 1918, quando all'Italia fu chiesto di aderire o meno alla dichiarazione Balfour, divenne consulente per il ministero degli Esteri e in particolare per il sottosegretario Gaetano Manzoni e il console Carlo Galli. Ebbe un ruolo di primo piano nella scelta dei delegati da inviare alla Commissione esecutiva sionista, insediatasi a Gerusalemme nel gennaio 1918.
Nel primo dopoguerra riprese con maggior vigore le attività nella FSI, tornata sotto la presidenza di Ravenna: nominato segretario con Dante Lattes, ebbe il mandato specifico di tenere le relazioni con la politica. Tuttavia, già nel 1920 lasciò l'incarico assieme a Ravenna, a causa delle divergenze con la compagine giovanile, seguace del rabbino Samuel Hirsch Margulies e ora guidata da Alfonso Pacifici. 
Ciononostante, mantenne i legami già stabiliti con gli esponenti del sionismo e con gli ambienti politici e diplomatici. Fu in stretto rapporto con Chaim Weizmann il quale vedeva in lui una figura influente per indirizzare le decisioni del governo italiano sul mandato britannico della Palestina. Nel 1920, sostenuto da Mario Lago, direttore generale degli Affari politici al ministero degli Esteri, costituì la Società commerciale italo-mediterranea, un organismo economico che aveva come fine la propaganda italiana e italo-ebraica; l'esperienza durò poco e venne sciolta nel 1925.
Dal 1919 al 1929 fu presidente della Fraterna generale israelitica di Venezia (futura Comunità ebraica) e nel 1921 fu nominato vicepresidente del Consorzio delle Comunità israelitiche italiane. Nello stesso anno divenne presidente del Comitato di assistenza agli emigranti ebrei, dedicandosi al sostegno dei numerosi ebrei che dall'Europa orientale si dirigevano in Palestina o nelle Americhe imbarcandosi nei porti italiani.
Partecipò, inoltre, alla riforma della normativa sulle Comunità israelitiche e sull'Unione delle Comunità israelitiche. Negli anni successivi, tuttavia, cominciò ad allontanarsi gradualmente dalla vita pubblica ebraica, sebbene ancora nel 1937-38 risultasse tra gli iscritti al Comitato degli italiani di religione israelitica.
Le leggi razziali del 1938 lo colpirono solo parzialmente, grazie allo stato di "ebreo discriminato" ottenuto nel febbraio 1939. Tuttavia, dopo l'armistizio di Cassibile, fu costretto con la famiglia ad abbandonare Venezia (lasciando i propri beni a persone di fiducia) per portarsi a Firenze e quindi a Bari, dove giunse nel novembre 1943. Nel giugno 1944 si trasferì a Roma, ormai liberata.
Nel 1945 il governo Bonomi lo nominò segretario generale del Comitato interministeriale per le bonifiche e le irrigazioni. L'anno successivo divenne vicepresidente dell'Associazione nazionale delle bonifiche. 
Negli anni del dopoguerra, oltre che nell'amministrazione dell'azienda agricola di famiglia, fu impegnato nell'ambito della salvaguardia ambientale. Divenuto libero docente in Economia e legislazione delle bonifiche all'Università di Padova, tra gli anni 1950 e 1960 espose con pubblicazioni e interventi pubblici il suo pensiero sul tema della tutela della laguna di Venezia. Fu relatore al convegno I problemi di Venezia (1962), da cui scaturì il primo Comitato per lo studio dei provvedimenti a difesa della città di Venezia. Prese parte, tra il 1967 e il 1970, al secondo Comitato, lavorando soprattutto all'ambito amministrativo e legislativo.

## Fondo librario
Un nucleo della biblioteca personale di Sullam è presente nella Biblioteca di Area Umanistica (BAUM) dell'Università Ca' Foscari Venezia.